# Distrikt San Miguel (Lima)
Der Distrikt San Miguel ist einer der 43 Stadtbezirke der Region Lima Metropolitana in Peru. Er umfasst eine Fläche von 10,72 km². Beim Zensus 2017 wurden 155.384 Einwohner gezählt. Im Jahr 1993 lag die Einwohnerzahl bei 117.488, im Jahr 2007 bei 129.107. Der Distrikt wurde am 10. Mai 1920 gegründet. Der Distrikt liegt auf einer Höhe von 45 m. Im Parque de las Leyendas befindet sich der archäologische Fundplatz Huaca Cruz Blanca, dessen Funde, darunter zahlreiche Huacas bis ins 2. Jahrhundert v. Chr. zurückreichen.

## Geographische Lage
Der Distrikt San Miguel liegt an der Pazifikküste 7,4 km südwestlich vom Stadtzentrum von Lima. Er besitzt einen 4 km langen Küstenabschnitt und reicht 3,6 km ins Landesinnere. Der Distrikt grenzt im Westen an den Distrikt La Perla (Provinz Callao), im Nordwesten an den Distrikt Bellavista (beide in der Provinz Callao), im Nordosten an den Distrikt Lima (Cercado de Lima) sowie im Osten an die Distrikte Pueblo Libre und Magdalena del Mar.